# Tulcza
Tulcza (rum.: Tulcea, bułg., ros., i ukr.: Тулча, Tułcza; tur.: Hora-Tepé lub Tolçu) – miasto okręgowe w Dobrudży (Rumunia); śródlądowy port morski w delcie Dunaju. 

## Historia
Tulcza została założona w VIII w. p.n.e. przez Greków z Miletu. W I w. p.n.e. została włączona do Imperium Rzymskiego. W czasach rzymskich występowała pod nazwą Aegyssos, co potwierdza Owidiusz w swych Epistulae ex Ponto (Listach znad Morza Czarnego), pisanych w niedalekim Tomi w pierwszych latach I w. n.e.
W 1416 r. Tulczę podbili Turcy Osmańscy. Przez wiele wieków była niewielkim, pogranicznym ośrodkiem handlowym. Dopiero w okresie reform w Imperium Osmańskim w połowie XIX w. (Tanzimat) Tulcza została w 1852 r. siedzibą sandżaku – powstało wówczas szereg nowych obiektów administracyjnych. Jednocześnie w l. 1840-1859 do Tulczy przybyła grupa osadników niemieckich zw. później Niemcami dobrudżańskimi (rum. Germanii dobrogeni, niem. Dobrudschadeutsche). Po wojnie rosyjsko-tureckiej (1877-1878) i zamykającym ją traktacie berlińskim (1878) Tulcza wraz z północną Dobrudżą i deltą Dunaju znalazła się w granicach Rumunii.
Jeszcze w pierwszych latach po II wojnie światowej Tulcza miała charakter wschodniego miasta targowego. W następnych latach jednak szybko się rozwijała i wkrótce stała się ważnym portem, dostępnym dla jednostek pełnomorskich oraz znaczącym ośrodkiem przemysłu lekkiego. Dominującą rolę przejęło rybołówstwo i przetwórstwo ryb, zarówno morskich, jak i słodkowodnych, poławianych na rozległych obszarach delty Dunaju. Obok nich rozwinęły się przemysł spożywczy (wraz z produkcją win), drzewny, przetwórstwa trzciny itd. Miasto zostało głównym ośrodkiem administracyjnym i centrum komunikacyjnym miejscowości położonych w delcie Dunaju. W późniejszych latach wyrosła tu duża huta aluminium (obecnie Alum S.A. – jedyny w Rumunii producent aluminium rafinowanego, o mocy produkcyjnej do 600 tys. ton rocznie), zatrudniająca ok. 700 pracowników oraz stocznia morska (obecnie VARD Tulcea), zatrudniająca ok. 3 tys. pracowników.

## Dzisiaj
W 2002, Tulcza miała 91 875 mieszkańców, z czego 92,3% to Rumuni a 1,4% to Turcy. W 2011 r. liczba ludności spadła do 73,7 tys.
W mieście znajduje się stacja kolejowa Tulcea.
W mieście rozwinął się przemysł stoczniowy, spożywczy, drzewny, papierniczy oraz materiałów budowlanych.

## Osoby urodzone w Tulczy
- Tora Vasilescu – aktorka
- Radu Gheorghe – aktor
- Virginia Mirea – aktorka
- Crin Antonescu – deputowany do parlamentu
- Lili Sandu – śpiewaczka i aktora
- Traian Cosovei – pisarz

## Miasta partnerskie
- Szumen, Bułgaria
- Aalborg, Dania
- Rovigo, Włochy

## Galeria

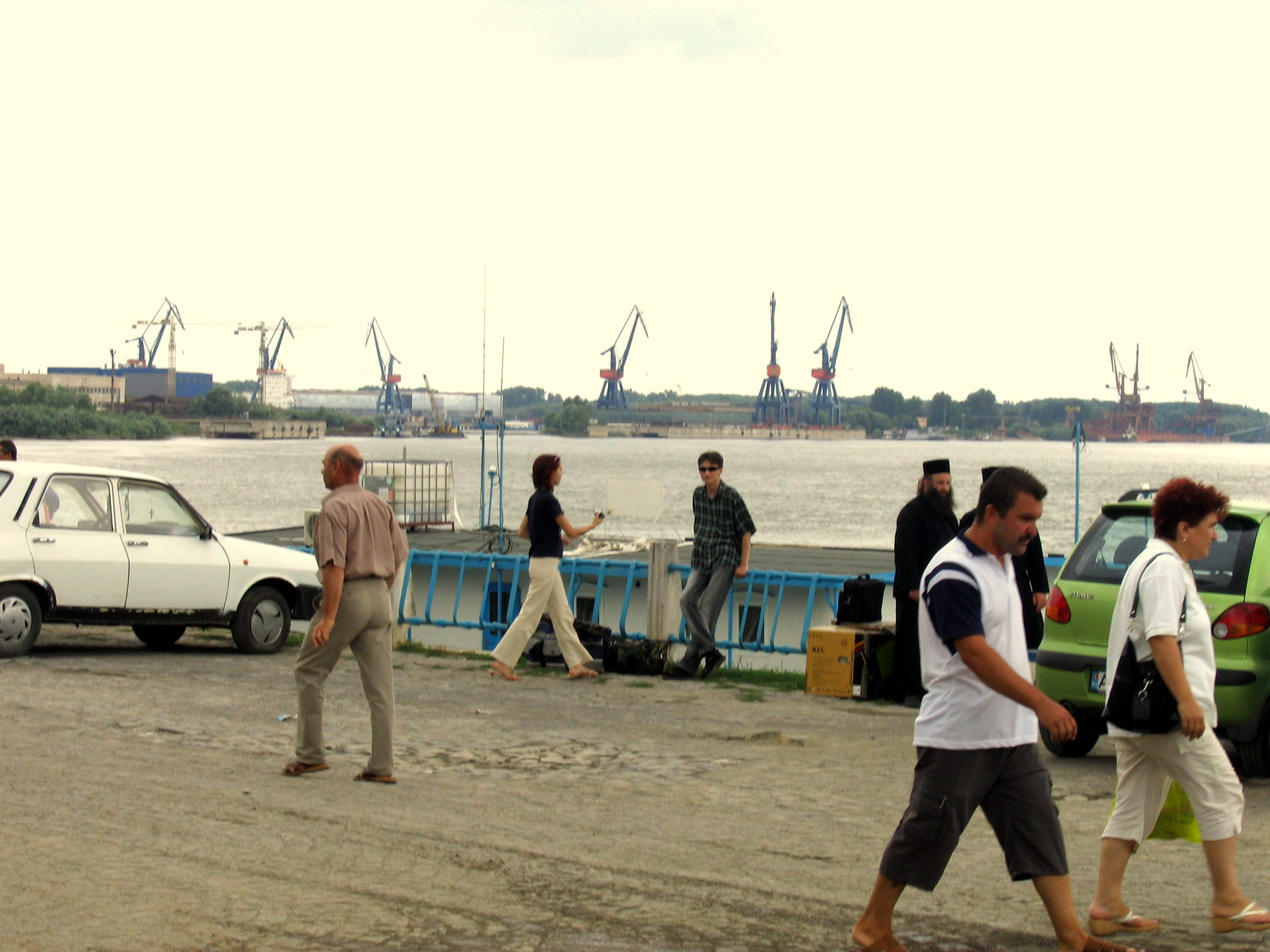
Port w Tulczy
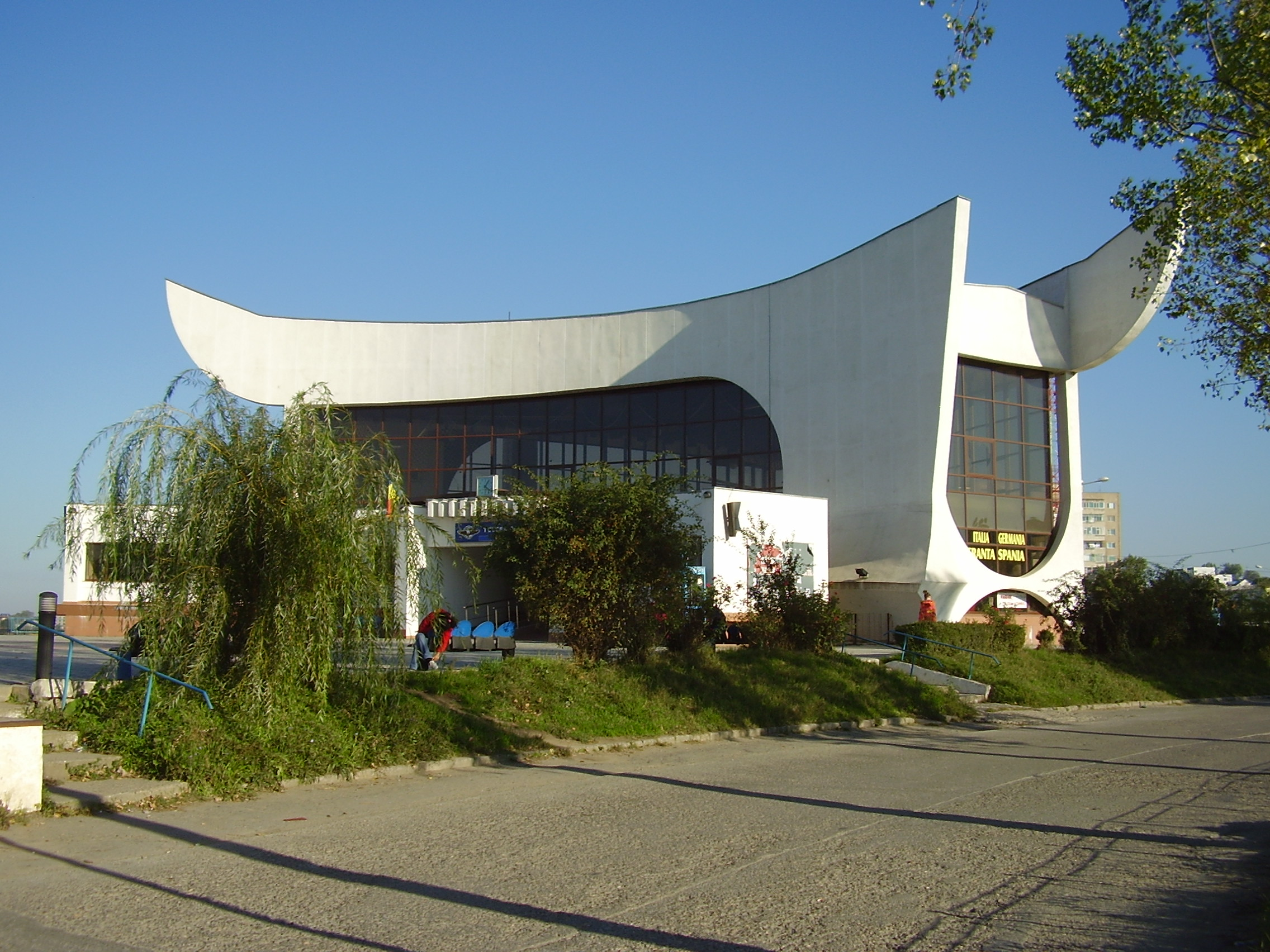
Dworzec kolejowy w Tulczy
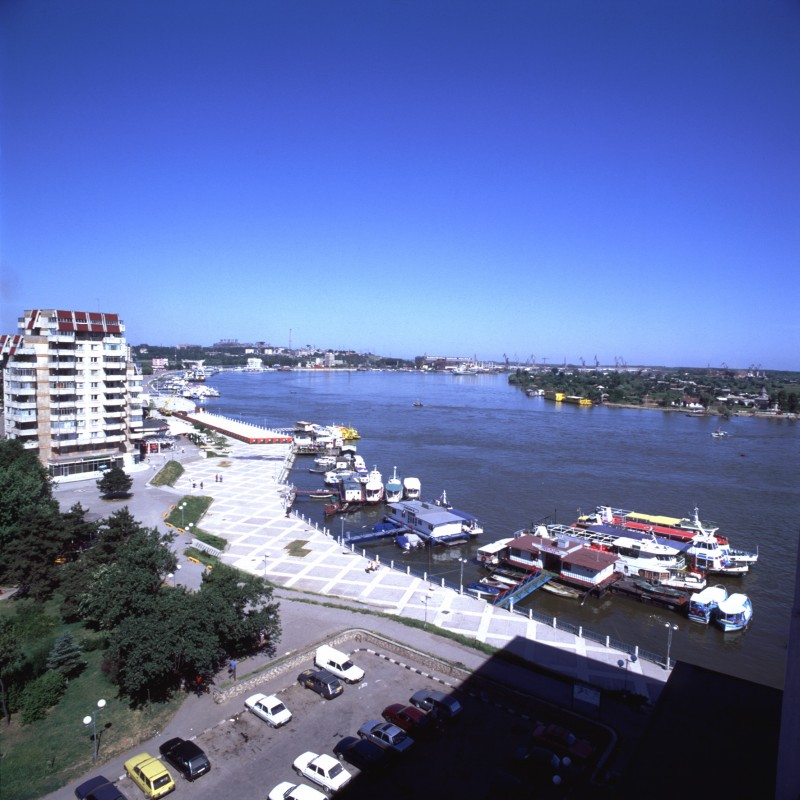
Tulcza